# Heliogomphus drescheri
Heliogomphus drescheri – gatunek ważki z rodziny gadziogłówkowatych (Gomphidae). Występuje w Indonezji; stwierdzony na wyspach Sumatra, Jawa, Sumbawa i Flores.